# Nagy szejm

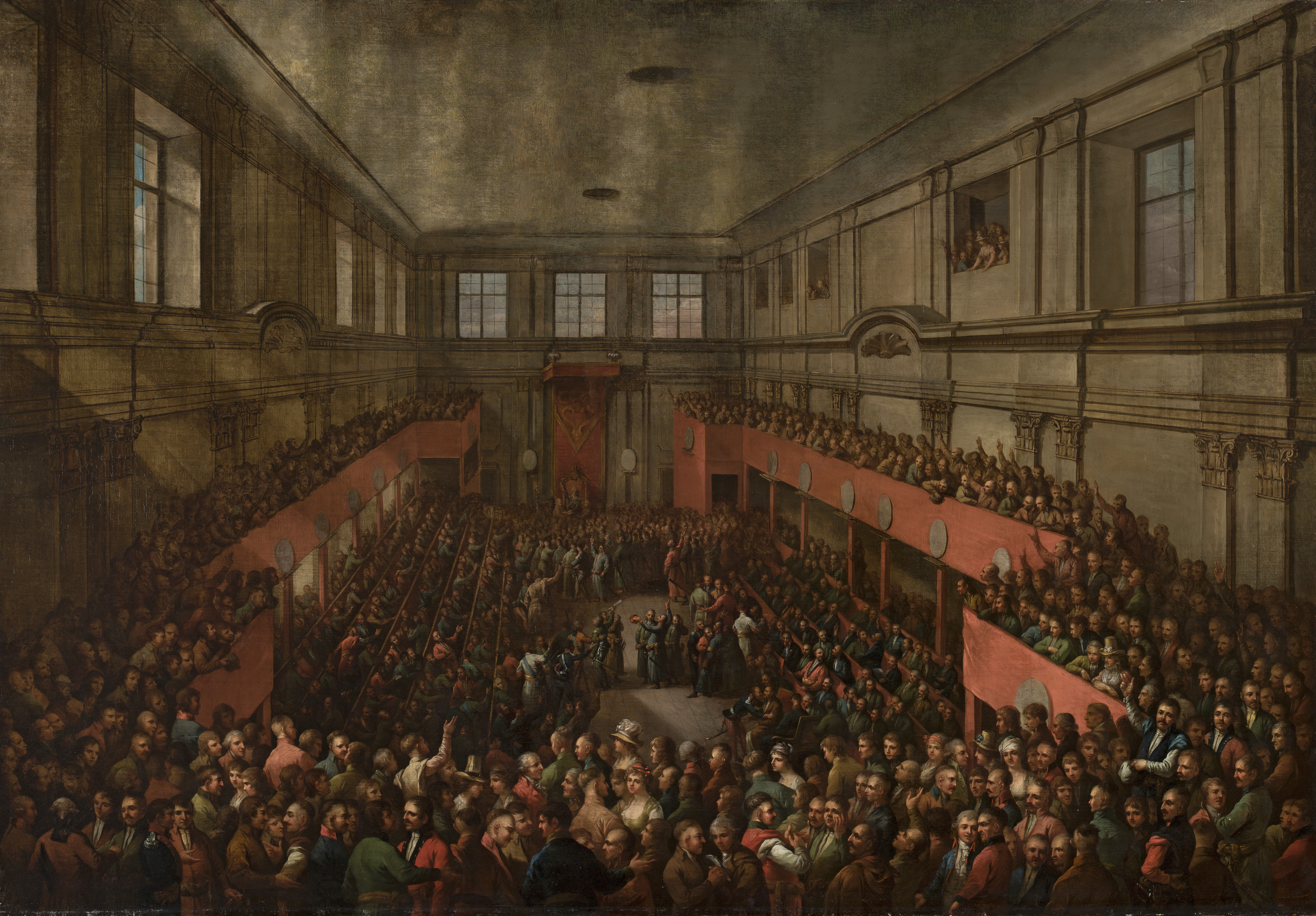
A varsói Királyi Várban tanácskozó nagy szejm (1788–1792) megalkotja a május 3-i alkotmányt.

A nagy szejm vagy négyéves szejm (lengyelül Sejm Wielki vagy Sejm Czteroletni; litvánul Didysis seimas vagy Ketverių metų seimas) Lengyelország 1788–1792 között működő, korszakos jelentőségű országgyűlése, diétája. Fő célja az állam szuverenitásának visszaállítása, az ország politikai és gazdasági helyzetének polgári reformokkal való megerősítése volt.
A 18. század utolsó harmadában Lengyelország belső működési zavarok és külső hatalmi fenyegetések miatt válaszút elé érkezett. Az önálló állami létet fenyegető veszélyre a lengyelek példás választ adtak. Másfél évtizedes reformfolyamatot indítottak el, amelynek betetőzése volt a nagy szejm. Ez a felvilágosodás eszmerendszerére alapozva számos modern intézményt honosított meg, megalkotva többek között Európa első polgári (kartális) alkotmányát. A külső hatalmak azonban nem tűrték ezt. Az Orosz Birodalom, a Porosz Királyság és a Habsburg Birodalom – ellenzékiek támogatásával – felosztotta Lengyelország területét és népességét egymás között. Az ország csak 1918-ban nyerte vissza függetlenségét, bár már 1792-ben és 1794-ben is felkelés zajlott Kosciuszko Tádé (Tadeusz Kościuszko) vezetésével.
A szejm ószláv szó, jelentése „gyűlés”. Litvánul azért indokolt említeni, mert Lengyelország és Litvánia korábban államszövetséget alkotott Lengyel–Litván Unió néven. A névben szereplő „nagy” jelző a más szejmektől való megkülönböztetést is szolgálja. Például a Repnyin-szejmtől, ami a nagy szejm előtti időkben II. Katalin orosz cárnő (1729-1796) akaratát érvényesítette maradéktalanul a lengyel érdekekkel szemben, vagy a hrodnai szejmtől, amely pedig éppen a nagy szejm eredményeit számolta fel.

## Előzmények

### A felvilágosodás
A XVIII. században új eszmerendszer hódította meg Európát. A felvilágosodás a természet és a társadalom törvényszerűségeinek megismerhetőségét hirdette. A tudomány, a művészet, a gazdasági, állami és jogi élet szinte minden területén hatott Nagy-Britanniától kezdve Spanyolországon, Franciaországon, Olaszországon, Németországon és Svédországon át egészen Oroszországig. Az „ész százada” az állam feladatairól és működéséről, az állam és társadalom viszonyáról való gondolkodást is átalakította. Megjelent és a közgondolkodás részévé vált az alkotmányosság tana, ami olyan elveket és intézményeket foglalt magába, mint a hatalmi ágak szétválasztása, a népszuverenitás, a képviseleti demokrácia, a törvényuralom, a törvény előtti egyenlőség, valamint az emberi jogok katalógusa (magántulajdon szentsége, szerződéses szabadság, gyülekezési jog, sajtószabadság, „nullum crimen sine lege” stb.).
Az uralkodó európai hatalmak részben befogadták az új eszméket, s kontinens szerte teret nyert a felvilágosult abszolutizmus rendszere. Ennek lényege az volt, hogy az erős központi hatalom (a király) felülről, rendeleti úton igyekezett az új intézményeket bevezetni úgy, hogy saját ereje, befolyása ne csökkenjen. Magyarországon Mária Terézia (1740–1780) és fia, II. József (1780–1790) uralkodását jellemezte a polgári reformokkal való kormányzás.

### Nemesi aranyszabadság és köztársaság Lengyelországban

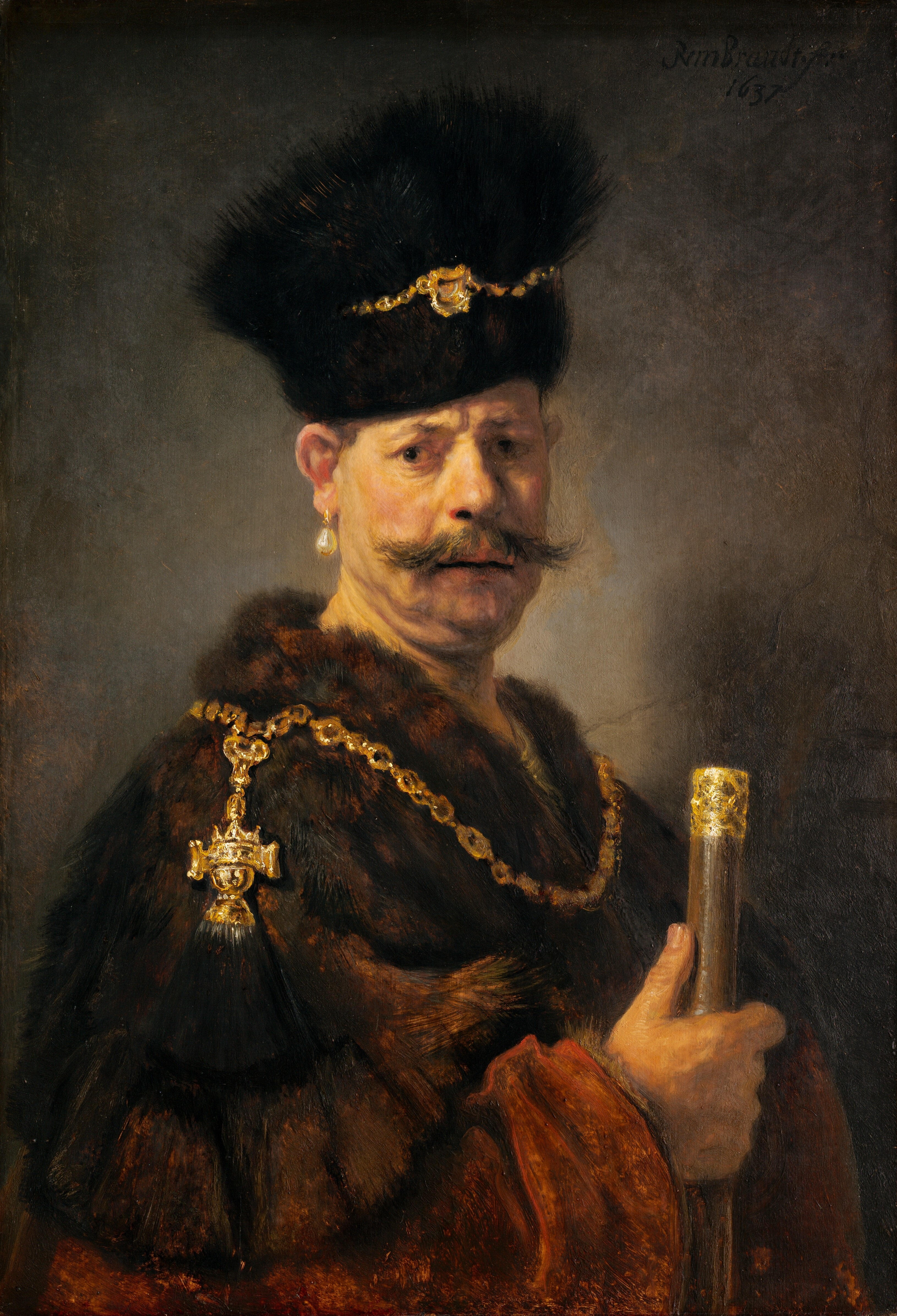
Rembrandt: Lengyel nemes (1637)

Lengyelországban ezzel ellentétes folyamat zajlott. A nemesi demokráciának Nyugat-Európában nem ismert formája jött létre, amit a királyi hatalom térvesztése és a kiváltságos erők megerősödése jellemzett. A XVIII. századra a politikai életet és a jogalkotást már a nemesség uralta, II. Szaniszló Ágost király (Stanisław August Poniatowski, 1732-1798), illetve a jórészt németekből álló városi polgárság és a jobbágyság pedig hátrébb szorult. A nemesi szabadság kiteljesedésével kapcsolatban két okot szokás kiemelni:
- Liberum veto (1652): A „nemesi aranyszabadságot” megtestesítő szabad vétó joga a rendszerint köznemesi követek teljes egyetértését, egyhangú szavazatát követelte meg a törvényalkotás folyamatában. E jog azért vezethetett az állami élet zavaraihoz, mert néhány klikkező, vagy akár egyetlen renitenskedő követ is megakaszthatta a döntéshozatalt a többségi akarattal szemben.
- Konföderáció szervezése (1572): A lengyel feudalizmus idején fokozatosan kialakult ellenállási jog (jus resistendi) alapján a nemesek, a király, a városi polgárok vagy a hadsereg hozhatott létre fegyveres szövetségeket (konföderációkat). Ezek kezdetben a városi közbiztonság, a királyság, a szabadság, a rendi kiváltságok stb. védelmét szolgálták, ám később több polgárháborúnak is a főszereplőivé váltak a mágnások oligarchikus céljait követve. A főnemesek által szervezett Targowicai Konföderációnak például 1792-ben döntő szerepe volt az orosz katonai megszállás előkészítésében és a nagy szejm eredményeinek felszámolásában. 1768-ban viszont a bari konföderáció szított felkelést az orosz politikai beavatkozás ellen.

A privilégiumok rendszere azonban e kettőn kívül más jogokat is tartalmazott, például:

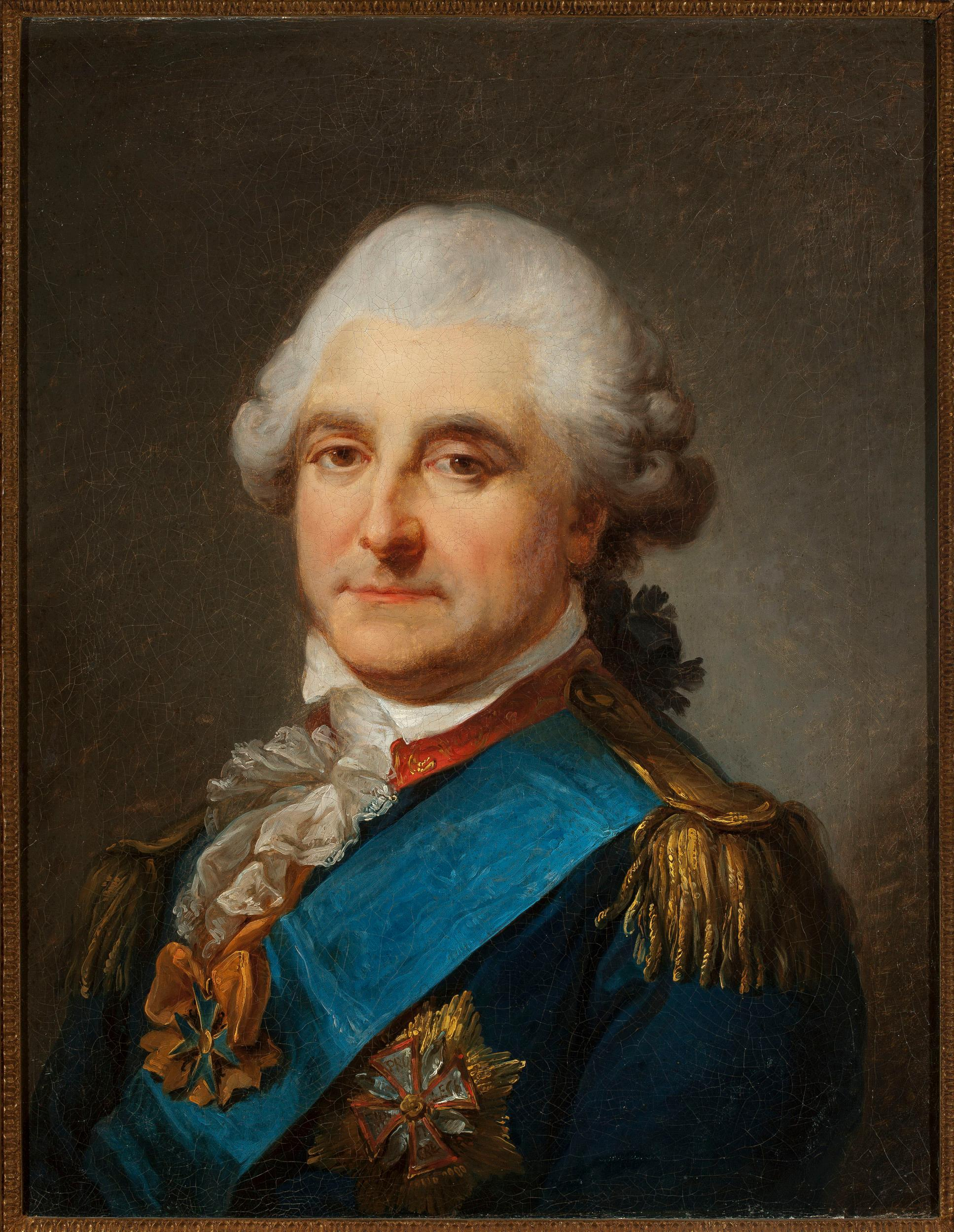
II. Szaniszló Ágost (1732–1798) lengyel király katonai díszegyenruhában

- 1374-ben I. (Nagy) Lajos magyar-lengyel király (Ludwik Węgierski, „Magyar Lajos”, 1326-1386) a Szent Hedvig uralkodását megalapozó Kassai Privilégiumban adómentességet biztosított a nemesi birtokoknak. Elrendelte továbbá, hogy a helyi tartományi tisztségeket nemesekkel kell betölteni, valamint hogy a külföldön való hadakozás és a várfenntartás költségeit a király viselje.
- 1422-ben II. Ulászló lengyel király (Władysław II Jagiełło, 1351 körül-1434) elrendelte, hogy a nemesi birtokok elkobzására vagy a nemesek bűntett miatti letartoztatására csak bírói úton kerülhessen sor.
- 1454-ben a Nieszawai Statútum úgy rendelkezett, hogy a király a köznemességet érintő új törvényeket önállóan nem alkothat, egyben megnövelte a tartományi gyűlések hatalmát a királlyal szemben oly módon, hogy a nemesek hadba hívását e gyűlések hozzájárulásához kötötte.
- 1496-ban a Pjotrkówi Statútum vám-, kereskedelmi és egyéb illetékmentességet, továbbá szeszfőzési monopóliumot adott a nemeseknek. E rendelkezések súlyosan terhelték a kialakulóban lévő városi polgárságot, amelynek létfeltételeit és fejlődését éppen a kereskedelmi élet biztosította.
- 1505-ben a Radomban ülésező szejm határozata kimondta, hogy a király az országgyűlés nélkül törvényt nem alkothat (a „nihil novi/nic nowego” elve).
- 1573-ban az Articuli Henriciani [mely a Valois Henrik (Henryk Walezy, 1551-1589) megkoronázásával kapcsolatos királyválasztó feltételeket rögzítette] a nemesi demokrácia alaptörvényeként összefoglalta és rögzítette az évszázadok alatt kiharcolt kiváltságok rendszerét.

A liberum veto és a konföderáció szervezésének joga mellett tehát az adómentesség, a gazdasági monopóliumok, a korlátozott teherviselés, a kizárólagos hivatalviselés, a királyválasztás és a törvényhozás túlzóan demokratikus szabályai is hozzájárultak a hatalom sajátosan kelet-európai, lengyel rendszeréhez.

### Lengyelország zavarai és válsága

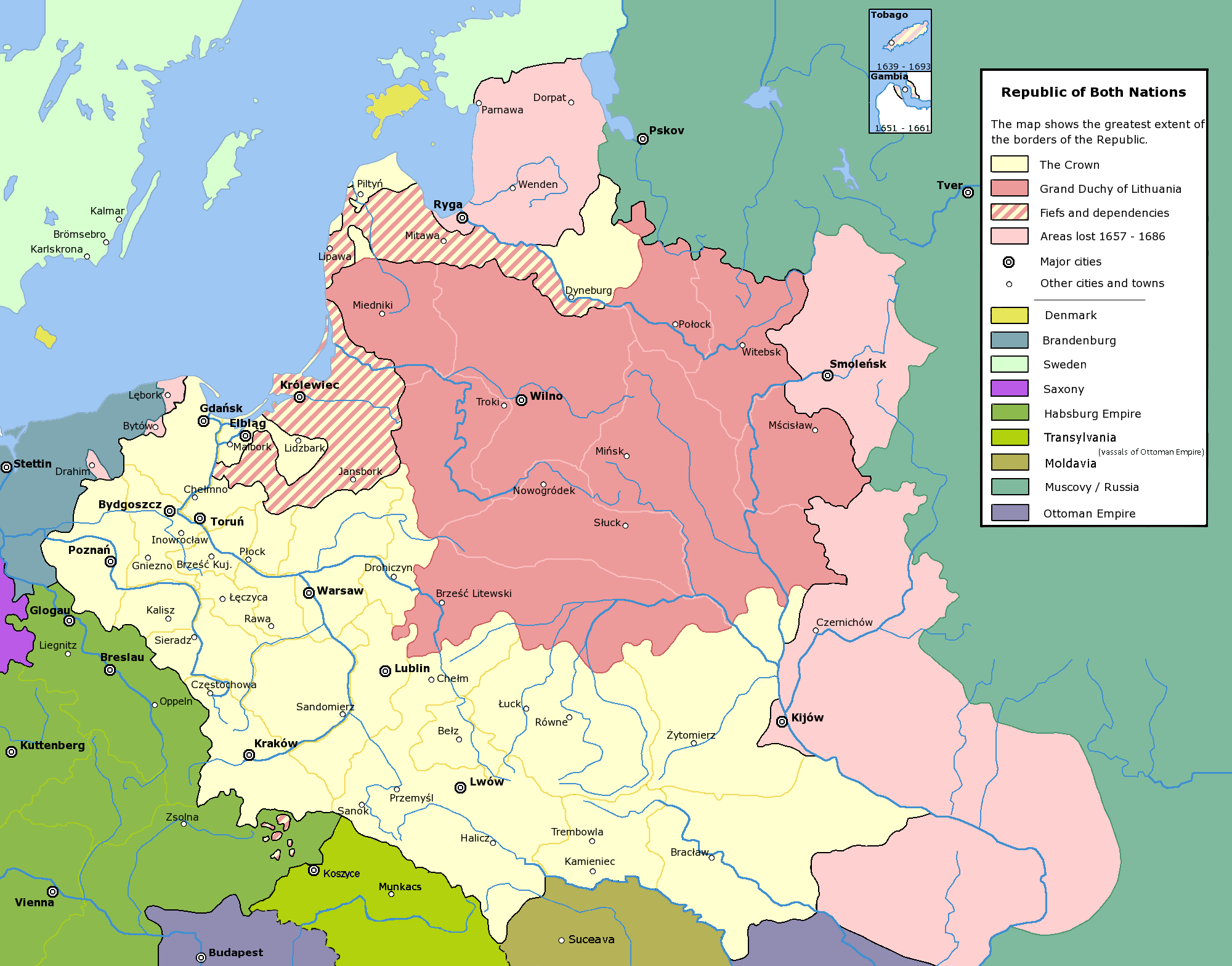
A Lengyel-Litván Unió a felosztás előtt

A rendiség és a partikuláris (nem egységes, feudálisan széttöredezett) jogrendszer továbbélése, a jobbágyság és a polgárság jogfosztottsága, az állami szervek akadozó működése és a sorozatos polgárháborúk a XVIII. századra meggyengítették Lengyelországot, ami pedig az előző évszázadban még a nagyobb, erősebb európai hatalmak közé tartozott. A környezetében lévő és erősödő orosz, porosz és osztrák hatalmak természetes módon igyekeztek kitölteni a keletkező hatalmi űrt. Lengyelország az 1760-as években orosz politikai függőségbe került. A tényleges hatalmat Nyikolaj Repnyin herceg, II. Katalin követe gyakorolta, aki 1764-ben új alkotmányt fogadtatott el a róla elnevezett Repnyin-szejmmel. 1768-ban Ausztria már kisebb területeket kebelezett be az ország területéből, pl. az 1412-től lengyel kézen lévő szepességi városokat. 1772-ben aztán a három regionális hatalom formálisan is annektálta az ország gazdaságilag fejlett és értékes részeit. Lengyelország ekkor területének és lakosságának csaknem egyharmadát (30%) veszítette el.

### Reformok az ország első felosztása (1772) után

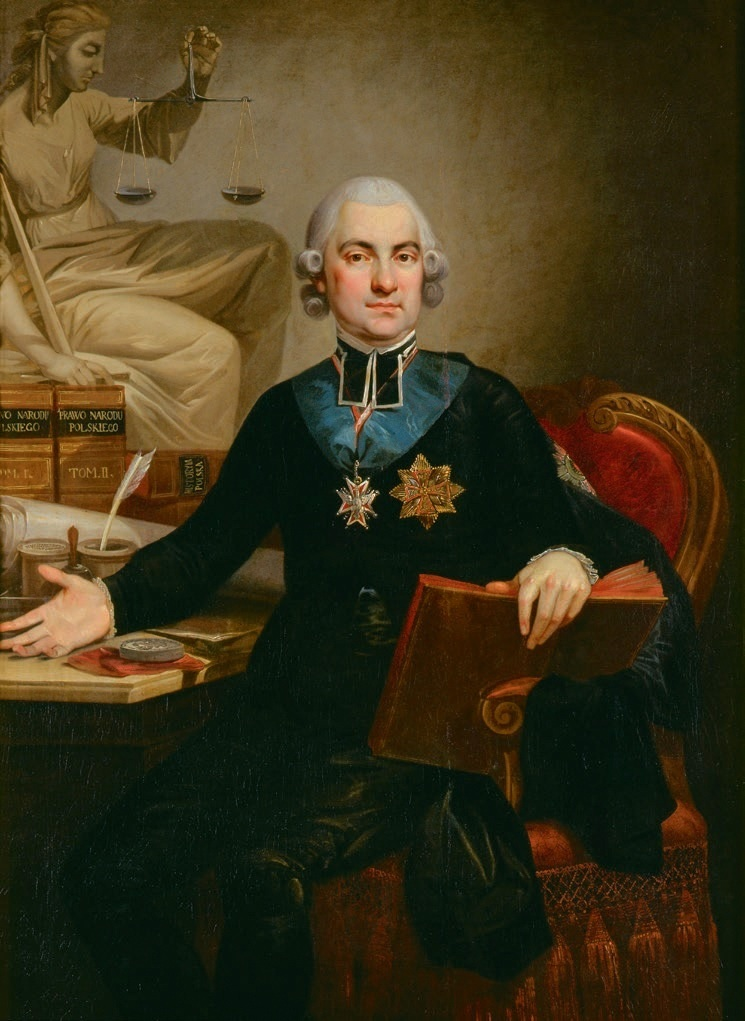
Hugo Stumberg Kołłątaj (1750–1812) tudós, politikus

A lengyel társadalomra és hatalmi tényezőkre a válság és a szuverenitás elvesztésének a veszélye józanítólag hatott. A felvilágosodásra alapozva megkezdték az állam működésének újjászervezését modern, az állam által addig nem igazgatott területekre hatolva be (gazdaság, oktatás, tudomány, kultúra). Eltörölték a boszorkányüldözést és a feudális büntetőeljárásban alkalmazott kínvallatást. Új, hatékony diplomáciai kart hoztak létre, és a hadsereg létszámát több, mint 18 000 főre emelték. 1771-72-ben két francia gondolkodót, Gabriel Bonnot de Mably-t és Jean-Jacques Rousseau-t felkérték, hogy dolgozzanak ki alkotmánytervezetet Lengyelország számára. Utóbbi A lengyel kormány figyelmébe címmel készítette el munkáját úgy, hogy az esszé saját életművének is a csúcspontja lett.
Az időközben elindított merkantilista reformoknak köszönhetően enyhe kereskedelmi fellendülés mutatkozott, 1778-tól az állami bevételek már meghaladták a kiadásokat. Varsó is fejlődött – 1775-ben például híd épült a Visztulán –, megkezdődött a kapitalizálódás. A változások egyik jellemző epizódja volt 1790-ben a máig működő Ćmielówi Porcelángyár megalapítása.
A szellemi élet területén is változások indultak, amelyekben jezsuita vonások is tükröződtek. 1773-ban létrehozták a szejm és a király mellett működő Nemzeti Oktatás Bizottságát (Komisja Edukacji Narodowej), a világtörténelem első oktatási minisztériumát. 1775-ben ennek tanácsadó testületeként megalapították a Társaság az Elemi Iskolai Tankönyvekért (Towarzystwo do Ksiąg Elementarnych) nevű szervezetet, ami húsz év alatt 27 tankönyvet adott ki a matematika, fizika, biológia, történelem, irodalom, nyelv és erkölcs oktatásához kapcsolódva. 1780-ban a Krakkói Egyetemen elindult a tanárképző szeminárium.
1783-ban a fenti Bizottság egyik alapítója, Hugo Kołłątaj (1750-1812) kapott rektori kinevezést a Krakkói Egyetemen. Kołłątaj a lengyel felvilágosodás kimagasló alakja, római katolikus pap, író, történész és filozófus volt. Számos reformot indított Krakkóban is, bevezetve többek között a lengyel nyelv használatát a latin helyett. Háromszintű oktatási reformjában ő javasolta először, hogy az ország felosztása miatt elveszett lwów-i (lembergi) egyetem helyett Varsóban állítsanak fel újat. A Bizottság, illetve a krakkói és a vilnói (vilniusi) egyetemek ekkoriban már 74 középiskola és 1600 plébániai iskola működését felügyelték a „nemzeti iskolák” rendszerében, ami európai mértékkel is számottevő.
A reformok szellemi megalapozását és megerősítését az alábbi gondolkodók munkáihoz kötik:
- Stanisław Konarski, a Collegium Nobilium alapítója (A viták hatékony intézése a rendes szejmben, 1761-1763)
- Józef Wybicki, a lengyel himnusz szerzője (Politikai gondolatok a polgári szabadságjogokról, 1775, Hazafias levelek, 1777-1778)
- Hugo Kołłątaj, a Kohó politikai kör vezetője (Névtelen levelek Stanisław Małachowskinak, 1788-1789, A lengyel nemzet politikai jogai, 1790)
- Stanisław Staszic (Megjegyzések Jan Zamoyski életéhez, 1787)

Erkölcsi és politikai szempontból Ignacy Krasicki szatírái is jelentős hatással voltak a reformok befogadására a nagy szejm idején.

## A nagy szejm (1788–1792) megalakulása

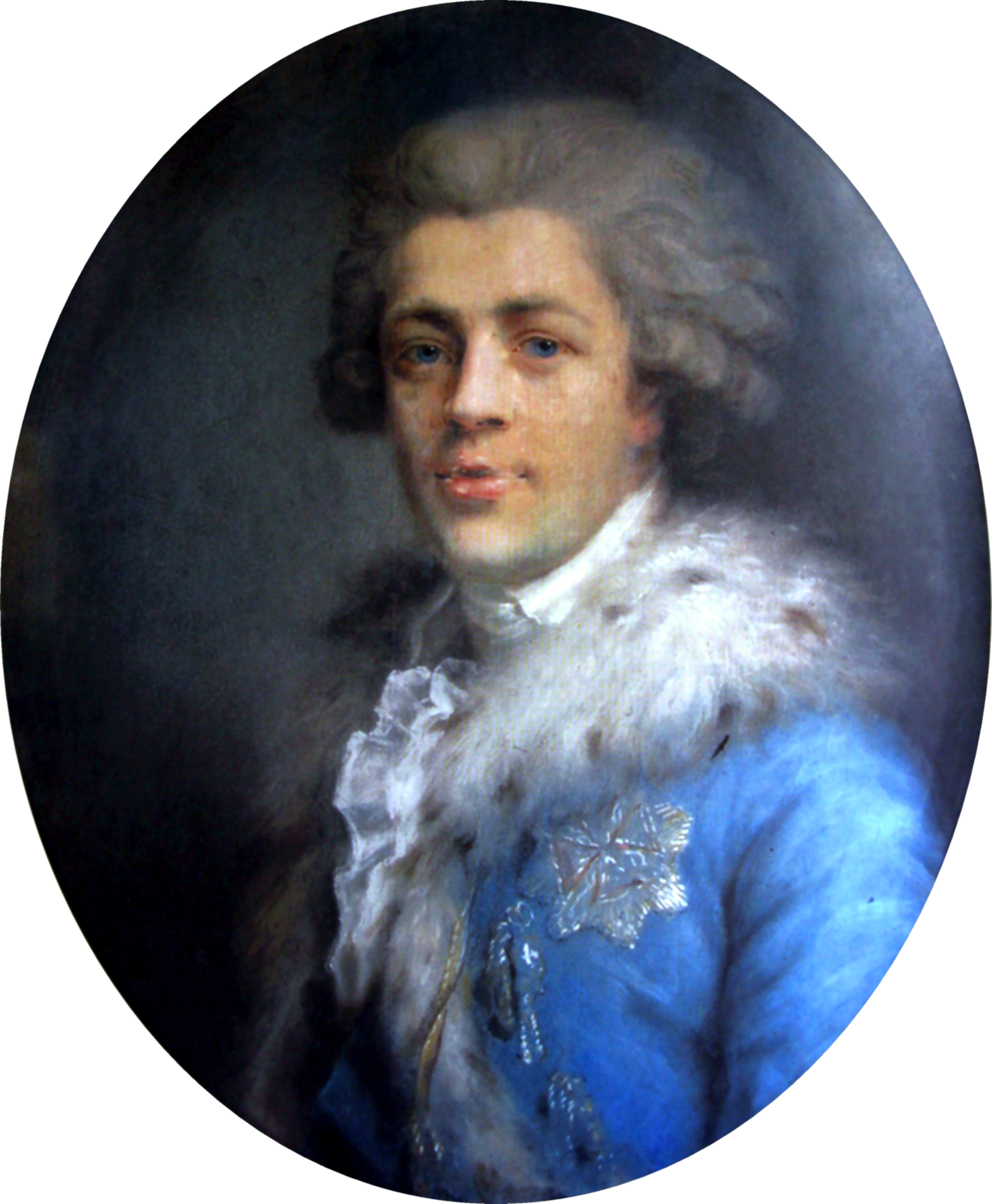
Ignacy Potocki (1750–1809) főnemes, reformer politikus

Az 1780-as évek kedvező külső körülményeket nyújtottak Lengyelország megújulásához. Az országot fenyegető hatalmak figyelmét olyan konfliktusok foglalták le, mint az orosz-török (1787-1792), az osztrák-török (1787-1791) és az orosz-svéd (1788-1790) háborúk, melyek során különféle szövetségi rendszerek jöttek létre. Lengyelország kezdetben az orosz, majd 1790-től a porosz oldaltól remélt védelmet nyerni, hogy reformjait véghezvigye.
Az ülés megnyitására 1788. október 6-án került sor. A képviselők száma 181 volt, elnökké Stanisław Małachowski (1736-1809) neves államférfit választották. Két évvel később, 1790-ben 171 új képviselő megválasztására került sor. A parlamentben hat frakció szerepelt: Király Párt (Stronnictwo dworskie), Oroszbarát Párt (Stronnictwo rosyjskie), Republikánus Mágnások Pártja (Stronnictwo magnacko-republikanckie), a konzervatív Hetman Párt (Stronnictwo hetmańskie) és Hazafias Párt (Stronnictwo Patriotyczne). A pártok között az államforma (parlamentáris monarchia vagy parlamentáris köztársaság), az oroszokkal való viszony és a politikai szabadságjogok szélesítése kérdésében voltak a főbb ellentétek. A Hazafias párt volt a leghaladóbb szellemű, de ez is többféle irányzatot képviselt. Egyik szárnya a Familia volt, melyet ekkor már Adam Czartoryski és fia, Adam Jerzy Czartoryski vezetett.
Az ülésszak másnapján, október 7-én a testület konföderációs szejmmé alakult, hogy megakadályozza a határozathozatal megbénítását a liberum veto által. A konföderációs szejm ugyanis a döntéseit nem egyhangúlag, hanem szavazattöbbséggel hozta. II. Katalin a szejm első döntéseit jóváhagyta abban a reményben, hogy a lengyelek mihamarabb támogatást nyújtanak neki az Oszmán Birodalom elleni háborújában.

## A nagy szejm fontosabb határozatai

### Törvény a választójogról

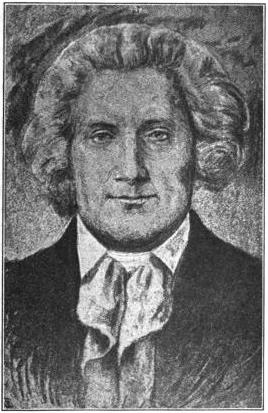
Jan Dekert (1738–1790) üzletember, Varsó polgármestere

Az 1791. március 24-én megalkotott, a regionális szejmekről szóló törvény (Prawo o sejmikach) jelentősen megváltoztatta a választásra jogosultak körét. Kimondta, hogy a korábbival ellentétben csak a földtulajdonnal vagy földhasználati joggal rendelkező, adót fizető nemesek választhatnak (cenzus). Erre azért volt szükség, mert a nincstelen (Magyarországon: bocskoros) nemesek rendre eladták a szavazatukat mágnásoknak, ami a politikai erőviszonyok torzulásához vezetett a szejmben. A törvényt utólag alkotmányos erővel ruházta fel a május 3-i alkotmány.

### Törvény a városokról
Már 1788-ban, a nagy szejm megnyitásakor hangos követelésként fogalmazódott meg, hogy a törvényhozás rendezze a városi polgárok helyzetét. 1789. november 27-ére Jan Dekert (1738-1790) polgármester Varsóba tanácskozást hívott össze 141 város küldötteiből. December 2-án a fekete menet petíciót vitt a királynak. A polgárok fellépése azzal fenyegetett, hogy erőszakba torkollnak az események, akárcsak a francia forradalomban. Végül a király hozzájárult a törvényhez, 1791. április 18-án alkották meg (a betegeskedő Dekert ezt már nem érte meg). Teljes címe: „Az Unió szabad királyi városai” (Miasta nasze królewskie wolne w państwach Rzeczypospolitej, röviden: Prawo o miastach). A törvény csak a szabad királyi városokról rendelkezett, az egyéb városokról nem. Fontosabb intézkedései:

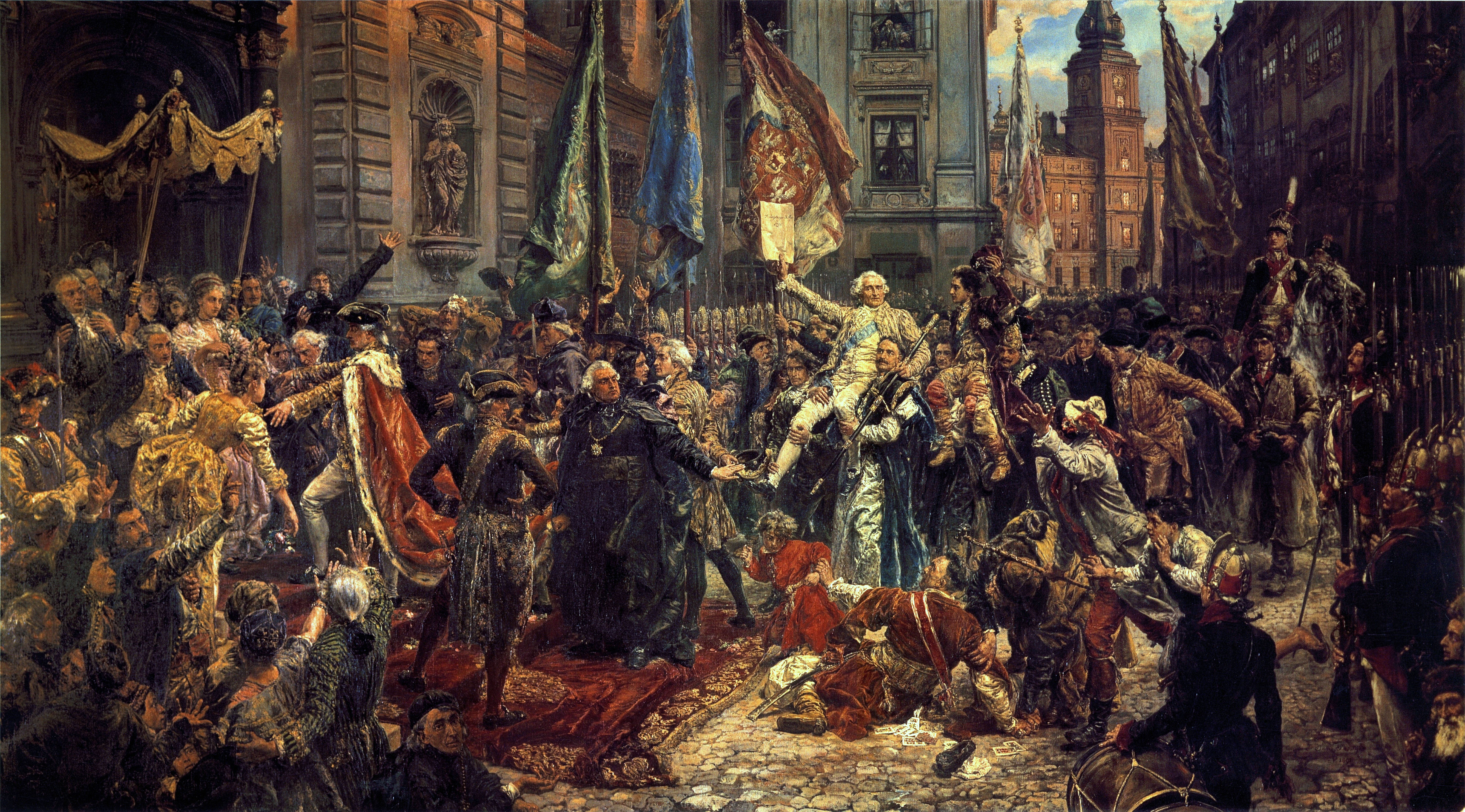
Jan Matejko: A május 3-i alkotmány (1891)

- a városi polgárok ingatlan-tulajdonjogot szerezhetnek,
- katonai tisztséget, papi méltóságot és állami közhivatalokat viselhetnek,
- tagjai lehetnek a nemességnek (szlachta),
- csak bírói határozattal tartoztathatók le,
- korlátozott képviseletet kapnak a szejmben,
- a közigazgatás és a bíráskodás terén a városok teljes autonómiát kapnak.

A később megalkotott alkotmány megszüntette az Uniót – ezért is említik a törvényt többféle címmel – és alkotmányos erővel ruházta fel azt.

### A május 3-i alkotmány
Az alaptörvény világtörténelmi jelentőségű, mert Európában ez volt az első polgári, kodifikált alaptörvény, a világon pedig a második az Amerikai Egyesült Államok 1776-ban megalkotott alkotmánya után. A polgári jelző azt fejezi ki, hogy az alkotmányba foglalt elvek és szabályok a felvilágosodásban és a polgári eszmerendszerben gyökereznek. A kodifikált pedig azt, hogy a jogalkotás a jogállamiság követelményeinek megfelelő eljárás keretében zajlott, s az alkotmányos szabályok rendszerbe foglaltan, egyetlen dokumentumban kerültek összefoglalásra. Az alkotmánytervezetet a király, Małachowski, Kołłątaj, Ignacy Potocki (1750-1809), Stanisław Staszic (1755-1826) és Scipione Piattoliego, a király személyi titkára készítette el.
Az alkotmány nem számolt le radikálisan az előző rendszer maradványaival, régi és új egymás mellett élésére törekedett.

### Határozat a közös, egységes államról
A szejm egyik döntése megszüntette az Uniót, és oszthatatlan, egységes közös államot (Lengyel Köztársaság, Rzeczpospolita Polska) hozott létre. Ez a határozat is az Alkotmány részévé vált.

## A reformok bukása
A reformmozgalom legerősebb ellenzékét a Hetman Párt adta. Ennek főképp vidéken voltak hívei. A párt vezetőinek (Franciszek Ksawery Branicki, Seweryn Rzewuski, Stanisław Szczęsny Potocki) célja az orosz szövetség fenntartása és a „nemesi aranyszabadság” visszaállítása volt. 1792. április 27-én megalakították a Targowicai Konföderációt, majd orosz katonai segítséget kértek. Május 22-én az orosz hadsereg megkezdte Lengyelország megszállását. Ugyanezen a napon a szejm főparancsnoki címmel ruházta fel II. Szaniszló Ágost királyt, utána feloszlatta magát. A király és a Kosciusko vezette hazafias erők felvették a harcot ellenük, de a túlerővel szemben sikertelenek maradtak. A megszállás kegyetlenségét mutatja, hogy csak Varsóban 20 000 embert mészároltak le, illetőleg hogy a Konföderáció néhány vezetője is átállt a védők sorába.
Az Alkotmányt és az egyéb határozatokat a hrodnai szejm semmisítette meg 1793. november 23-án. Az oroszok más, az ország felosztásával kapcsolatos követelései azonban még az egyébként reakciós elemekből összehívott gyűlést is megdöbbentette. Bár a katonák erőszakot alkalmaztak a követek ellen, azok a szavazáskor némák maradtak („néma ülésezés”). Végül az éjszakai órákban a szejm megvesztegetett elnöke vetett véget ennek azzal, hogy „a hallgatás beleegyezés”. 1795-ben a reakciós hatalmak Lengyelország egészét felosztották, s 123 éven át megszállva maradt. Számos lengyel menekült emigrációba.

LENGYELORSZÁG ANNEKTÁLÁSA
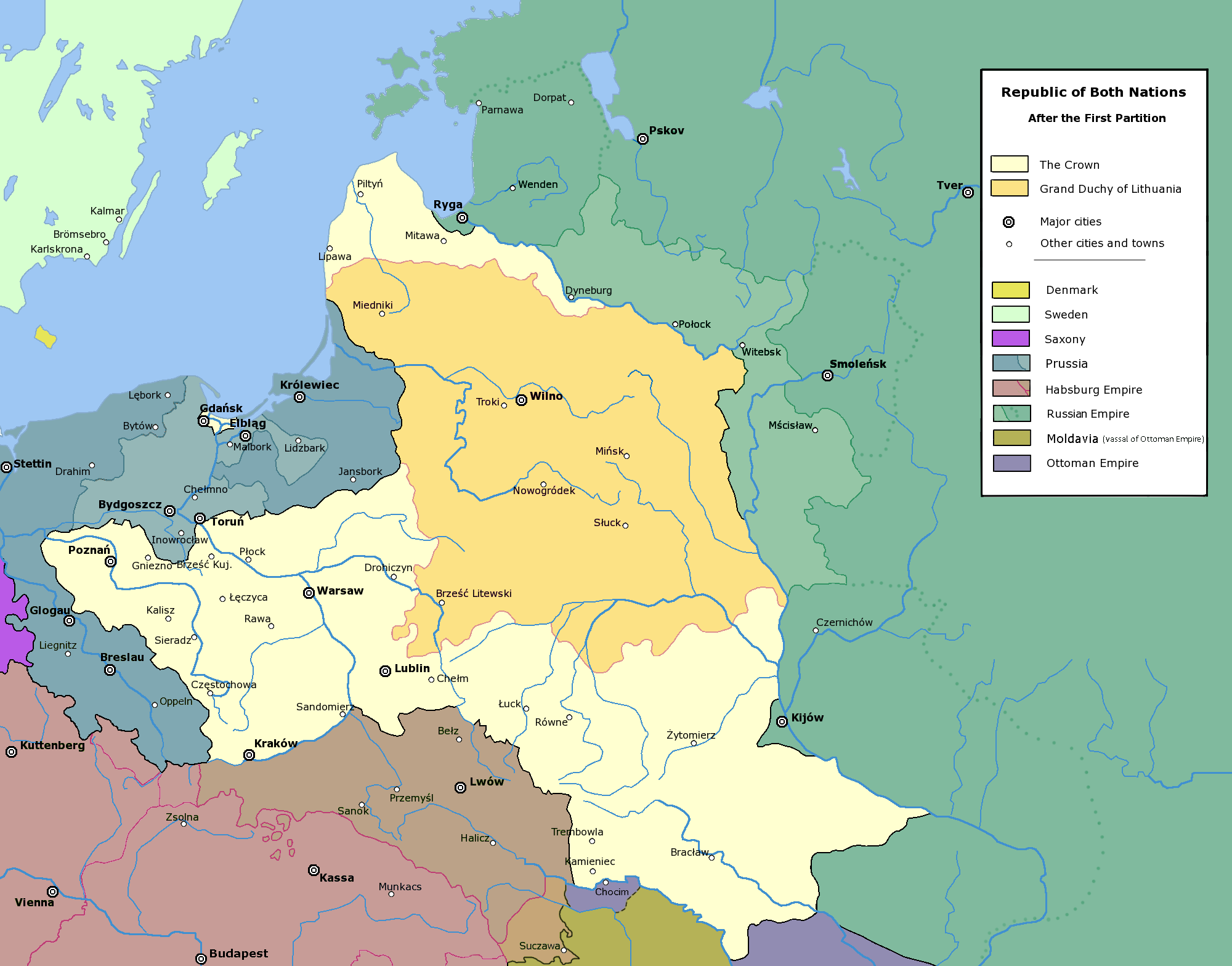
Első felosztás, 1772
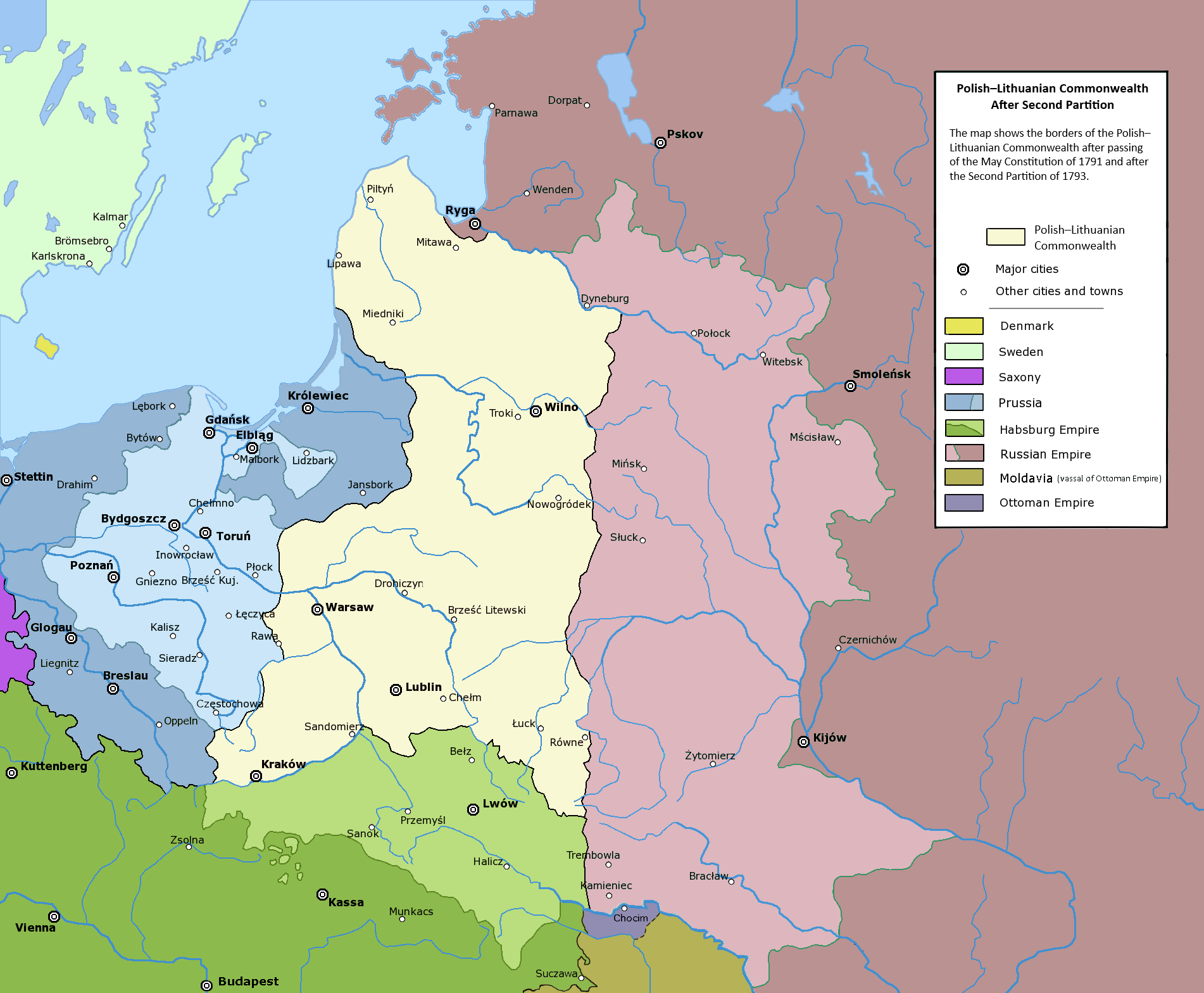
Második felosztás, 1793
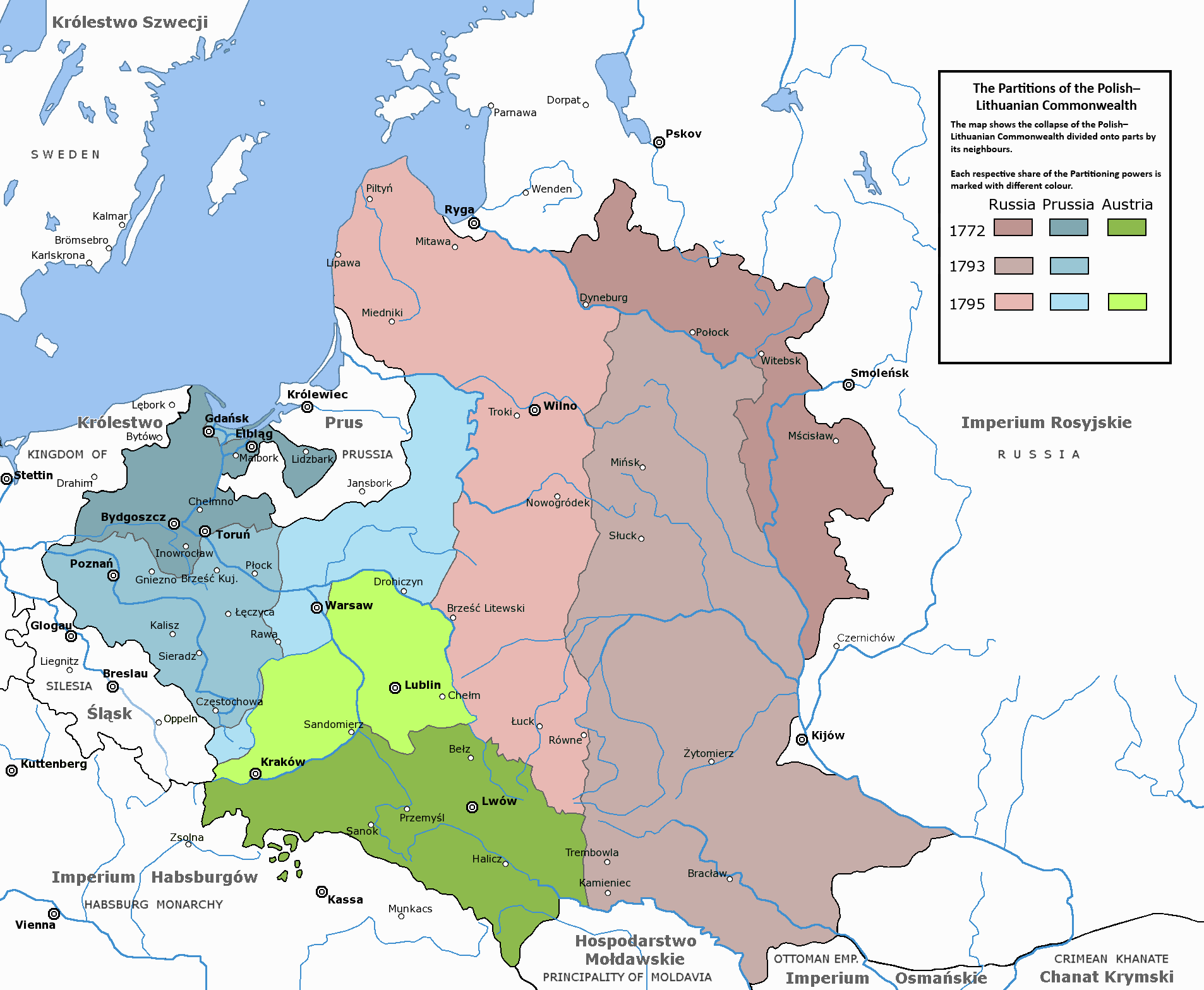
Harmadik felosztás, 1795

## Értékelése
Hahner Péter szerint tévhit, hogy Lengyelország felosztásaira anarchia miatt került sor, mert a lengyelek jelentős reformokat hajtottak végre az ország modernizálásáért és egységének helyreállításáéért. Felhívja a figyelmet, hogy a hamis nézetet az annektálást végrehajtó államok történetírói hirdették, illetve, hogy a túlságosan is önkritikus hazafiak, pl. Andrzej Wajda erősítették. (Utóbbihoz hasonló hangon Ady Endre szólalt meg.)
A magyar történelemben nehezen találni a reformok megfelelőjét. Az időbeli egybeesés miatt a jakobinus mozgalom, a nemzeti érzés ébredése szempontjából az 1825–1827-es reformországgyűlés említhető. Azonban az előbbi nem rendelkezett tömegbázissal, utóbbi pedig lényeges jogalkotással. A korabeli Magyarország ettől függetlenül rokonszenvvel kísérte a mozgalmat és a Kosciuszko-féle felkelést.

## Érdekességek

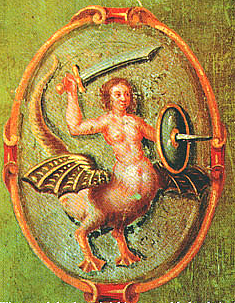
A Varsói Sellő (1659)

Egy mai magyar középiskolai tankönyv egyetlen mondatba sűrítette a témát: „Majd álságos módon a despotikus cár a nemesi szabadságjogok védelmezőjeként lépett fel az anarchiát megfékezni kívánó reformerőkkel szemben”.
Varsóban az Óvárosi Piactér (Rynek Starego Miasta) négy oldalát a nagy szejm kimagasló alakjai után nevezték el: a nyugati oldal Hugo Kołłątaj, az északi Jan Dekert, a keleti Franciszek Barss, a déli Ignacy Zakrzewski nevét viseli. Ugyanezen a téren áll Varsó szimbóluma, a sellő.
A szejm határozata alapján 1792. május 2-án helyezték el Varsóban egy fogadalmi székesegyház alapkövét, amely csak 200 év után épülhetett meg. A templom az alkotmányért, a kommunista rendszer bukásáért és a II. János Pál pápaságáért érzett hálát fejezi ki.

## Fordítás
- Ez a szócikk részben vagy egészben a Great Sejm című angol Wikipédia-szócikk ezen változatának fordításán alapul.  Az eredeti cikk szerkesztőit annak laptörténete sorolja fel. Ez a jelzés csupán a megfogalmazás eredetét és a szerzői jogokat jelzi, nem szolgál a cikkben szereplő információk forrásmegjelöléseként.
- Ez a szócikk részben vagy egészben a Constitution of May 3, 1791 című angol Wikipédia-szócikk ezen változatának fordításán alapul.  Az eredeti cikk szerkesztőit annak laptörténete sorolja fel. Ez a jelzés csupán a megfogalmazás eredetét és a szerzői jogokat jelzi, nem szolgál a cikkben szereplő információk forrásmegjelöléseként.